# Acerastes femoralis
Acerastes femoralis är en stekelart som först beskrevs av Szepligeti 1916.  Acerastes femoralis ingår i släktet Acerastes och familjen brokparasitsteklar. Inga underarter finns listade i Catalogue of Life.